# 156-й меридіан східної довготи
156-й меридіан східної довготи — лінія довготи, що лежить на 156 градусів східніше Гринвіцького меридіана. Вона проходить від Північного полюса через Північний Льодовитий океан, Азію, Тихий океан, Австралазію, Південний океан та Антарктиду до Південного полюса.
156-й меридіан східної довготи формує велике коло разом із 24-тим меридіаном західної довготи.

## Список географічних об'єктів, що перетинає 156° сх. д.
Починаючи на Північному полюсі та рухаючись до Південного полюса, 156-й меридіан східної довготи проходить через:
| Координати                                                   | Країна, територія або море | Примітки |
| ------------------------------------------------------------ | -------------------------- | --- |
| 90°0′ пн. ш. 156°0′ сх. д. / 90.000° пн. ш. 156.000° сх. д.  | Північний Льодовитий океан | |
| 77°5′ пн. ш. 156°0′ сх. д. / 77.083° пн. ш. 156.000° сх. д.  | Східносибірське море       | |
| 71°5′ пн. ш. 156°0′ сх. д. / 71.083° пн. ш. 156.000° сх. д.  | Росія                      | |
| 60°57′ пн. ш. 156°0′ сх. д. / 60.950° пн. ш. 156.000° сх. д. | Охотське море              | Затока Шеліхова |
| 56°42′ пн. ш. 156°0′ сх. д. / 56.700° пн. ш. 156.000° сх. д. | Росія                      | Проходить через Камчатський півострів                                                                                 |
| 53°35′ пн. ш. 156°0′ сх. д. / 53.583° пн. ш. 156.000° сх. д. | Охотське море              | |
| 50°45′ пн. ш. 156°0′ сх. д. / 50.750° пн. ш. 156.000° сх. д. | Росія                      | Проходить через острів Парамушир, Курильські острови                                                                  |
| 50°23′ пн. ш. 156°0′ сх. д. / 50.383° пн. ш. 156.000° сх. д. | Тихий океан                | Проходить східніше острова Бугенвіль, Папуа Нова Гвінея                                                               |
| 6°47′ пд. ш. 156°0′ сх. д. / 6.783° пд. ш. 156.000° сх. д.   | Папуа Нова Гвінея          | Проходить через острів Овау[en]                                                                                       |
| 6°49′ пд. ш. 156°0′ сх. д. / 6.817° пд. ш. 156.000° сх. д.   | Соломонове море            | Проходить західніше острова Фауро[en], Соломонові Острови Проходить східніше острова Шортленд[en], Соломонові Острови |
| 11°46′ пд. ш. 156°0′ сх. д. / 11.767° пд. ш. 156.000° сх. д. | Коралове море              | Проходить через острови Коралового моря, Австралія                                                                    |
| 29°58′ пд. ш. 156°0′ сх. д. / 29.967° пд. ш. 156.000° сх. д. | Тихий океан                | |
| 60°0′ пд. ш. 156°0′ сх. д. / 60.000° пд. ш. 156.000° сх. д.  | Південний океан            | |
| 69°0′ пд. ш. 156°0′ сх. д. / 69.000° пд. ш. 156.000° сх. д.  | Антарктида                 | Проходить через Австралійську антарктичну територію (претендує Австралія)                                             |